# مارکو فو
مارکو فو (چینی: 傅家俊؛ انگلیسی: Marco Fu؛ زادهٔ ۸ ژانویهٔ ۱۹۷۸) اسنوکرباز حرفه‌ای اهل هنگ کنگ و مقیم لندن است. او ۵ ماکزیمم بریک و بیش از ۴۰۰ سنچری بریک در کارنامه دارد و دو بار در سال‌های ۲۰۰۶ و ۲۰۱۶ به نیمه‌نهایی مسابقات جهانی راه یافته است. بالاترین رتبهٔ او در رده‌بندی اسنوکربازان شمارهٔ ۵ اسنوکر جهان بوده است.